# Sitio de Fuenterrabía
El sitio de Fuenterrabía es la denominación del asedio por tropas francesas de la plaza española de Fuenterrabía (puerto cantábrico guipuzcoano en la desembocadura del Bidasoa, fronteriza entre los dos países) entre junio y septiembre de 1638, en el transcurso de la Guerra franco-española (1635-1659), al mismo tiempo que en Centroeuropa se libraba la Guerra de los Treinta Años entre los mismos contendientes y otros aliados de cada bando. El 7 de septiembre de 1638 se produjo finalmente la victoria española, tras tan largo asedio, y fue objeto, en su momento, de gran divulgación y difusión.

## Descripción
El ejército francés, comandado por Enrique II de Borbón-Condé (Príncipe de Condé) y Henri d'Escoubleau de Sourdis, compuesto por 27.000 hombres y varios barcos de guerra, «asediaron el puerto y ciudad de Fuenterrabía durante dos meses, disparando 16.000 proyectiles dentro de la ciudad amurallada. Dentro de ella sólo quedaron como supervivientes trescientas personas, la mayor parte mujeres y niños. La ciudad quedó virtualmente destruida, pero no se rindió.»
Para defender la plaza fue nombrado como gobernador por el Conde-Duque el maestre de campo don Miguel Pérez de Egea, el cual murió de un tiro de mosquete poco tiempo después de haber entrado en Fuenterrabía con algún socorro, quedando a cargo de la defensa el capitán Domingo de Eguía.
El 7 de septiembre, un ejército español dirigido por Juan Alfonso Enríquez de Cabrera, IX almirante de Castilla, acudió en auxilio de la ciudad y derrotó a las fuerzas francesas.
La derrota, considerada desastrosa por los franceses, fue atribuida por Henri d'Escoubleau de Sourdis a uno de sus generales, Bernard de La Valette, duque d'Épernon, que se había negado a dirigir un ataque ordenado por Sourdis, en la creencia de que no podía tener éxito.
Las fuerzas francesas que intervinieron se calculan en 18.000 soldados de infantería y 2.000 de caballería, entre 20 y 30 barcos de guerra y 7.000 marineros. Las españolas dentro de Fuenterrabía se calculan en unos 1.300 hombres. Las tropas del ejército de auxilio español se estiman en 15.000 soldados de infantería y 500 de caballería. Las bajas francesas, entre muertos y heridos, se calculan en 4.000; y en unos 2.000 los prisioneros. No hay datos para las bajas españolas.
El hecho se celebra todavía todos los días 8 de septiembre con un desfile denominado El Alarde. La ciudad recibió el título de «Muy noble, muy leal, muy valerosa y muy siempre fiel».

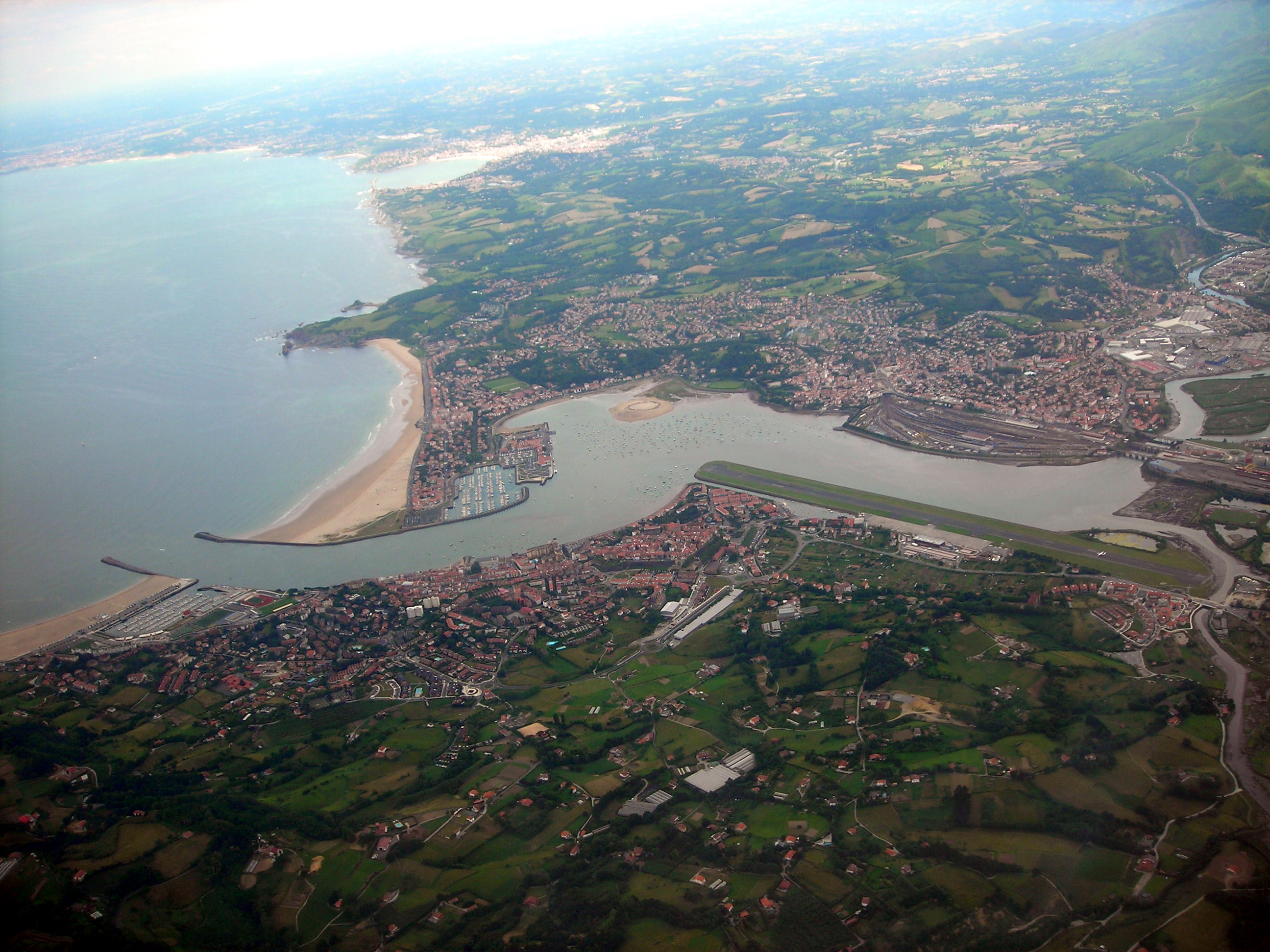
Vista aérea de Fuenterrabía.

## Consecuencias
Uno de los principales efectos de esta victoria fue la inmediata difusión y divulgación por toda España. En el ámbito de la literatura se generaron numerosas obras como la compuesta por Calderón de la Barca, «que sentó plaza de coracero en la caballería, participando en el sitio de Fuenterrabía» que relataba con ironía los hechos. Tampoco faltaron Francisco de Quevedo o Juan de Palafox a la hora de relatar sus versiones de aquellos acontecimientos, incluyendo a Virgilio Malvezzi, «comisionado por el propio conde-duque de Olivares, a cuyo servicio estaba».